# The Algorithm
The Algorithm ist ein Musikprojekt des aus dem französischen Perpignan stammenden und in Köln lebenden Musikers Rémi Gallego. Es verbindet Electro mit Merkmalen des Progressive Metals.
Den Namen The Algorithm wählte Gallego um die Komplexität seiner und elektronischer Musik im Allgemeinen hervorzuheben.

## Geschichte
Nachdem sich Rémi Gallegos ehemalige Band Dying Breath aufgelöst hatte, beschloss er sich 2009 auf die Suche nach potentiellen Mitgliedern für eine neue Band zu begeben, deren Schwerpunkt, inspiriert durch die Band The Dillinger Escape Plan, auf Mathcore liegen sollte. Nach vergeblicher Suche nach neuen Mitgliedern, begann Gallegos mit Hilfe seiner Gitarre und einer Digital Audio Workstation eigene Musik zu produzieren. Im Dezember 2009 und Juli 2010 veröffentlichte er die beiden Demoaufnahmen The Doppler Effect und CRITICAL.ERROR, welche über die eigene Website zum kostenlosen Download freigegeben wurden. Ende 2010 gab Gallegos bekannt, dass er an einer neuen EP mit dem Namen Identity arbeite, die jedoch nie fertiggestellt wurde. Zudem bereitete er sich auf die ersten Live-Auftritte vor.
Im August 2011 veröffentlichte Rémi Gallego die ebenfalls zum kostenlosen Download freigegebene Kompilation Method_, auf welcher die Lieder der beiden vorherigen Demos zusammengestellt waren. Es folgte im Oktober 2011 ein Auftritt auf dem jährlich in Köln stattfindenden Euroblast Festival, wo Gallego neben Bands wie Textures, TesseracT oder Vildhjarta auftrat. Einen Monat später veröffentlichte Mike Malyan, Schlagzeuger der Band Monuments, ein Drum-Cover von dem Lied Isometry, welches er auf das Internetportal YouTube stellte. Nachdem dieser Gallego davon überzeugen konnte, dass es möglich wäre, dessen Lieder auch auf einem richtigen Schlagzeug zu spielen, wurde Malyan als Begleitung bei Live-Auftritten vorgestellt. Noch im selben Monat unterschrieb Gallego einen Plattenvertrag mit dem britischen Plattenlabel Basick Records.
Im Januar 2012 veröffentlichte Gallego die Single Tr0jans über Basick Records, welche nur digital erhältlich war. Es folgten Auftritte auf der zweiten Ausgabe des in Karlsruhe stattfindenden Djentivals, sowie auf dem UK Tech-Metal Fest in London, wo er neben unter anderem Uneven Structure und Chimp Spanner auftrat. Am 19. November 2012 wurde über Basick Records mit Polymorphic Code das Debütalbum der Band veröffentlicht, welches neben dem Lied Tr0jans weitere sieben bisher unveröffentlichte Lieder beinhaltete. Im Januar 2013 spielte Gallego neben Enter Shikari und Cancer Bats auf einem Konzert in Paris. Im Mai spielte die Band eine Tour an der Seite von TesseracT und Enochian Theory, welche durch Großbritannien führte. Mitte Juni wurde die Band mit dem Golden Gods Award in der Kategorie Best Underground von der britischen Ausgabe des Metal Hammers ausgezeichnet, wo sie sich gegen Bands wie Black Breath, Royal Thunder oder Hexvessel durchsetzen konnte.

## Stil
Für Live-Auftritte verwendet Rémi Gallego einen Akai APC40, einen Digital Audio Workstation Controller der Firma Akai, welcher zusammen mit dem deutschen Unternehmen Ableton entwickelt wurde. Des Weiteren ist auf fast allen Veröffentlichungen eine verzerrte weibliche Stimme zu hören, welche von Florent Latorre, einer Freundin Gallegos, stammt.

## Diskografie

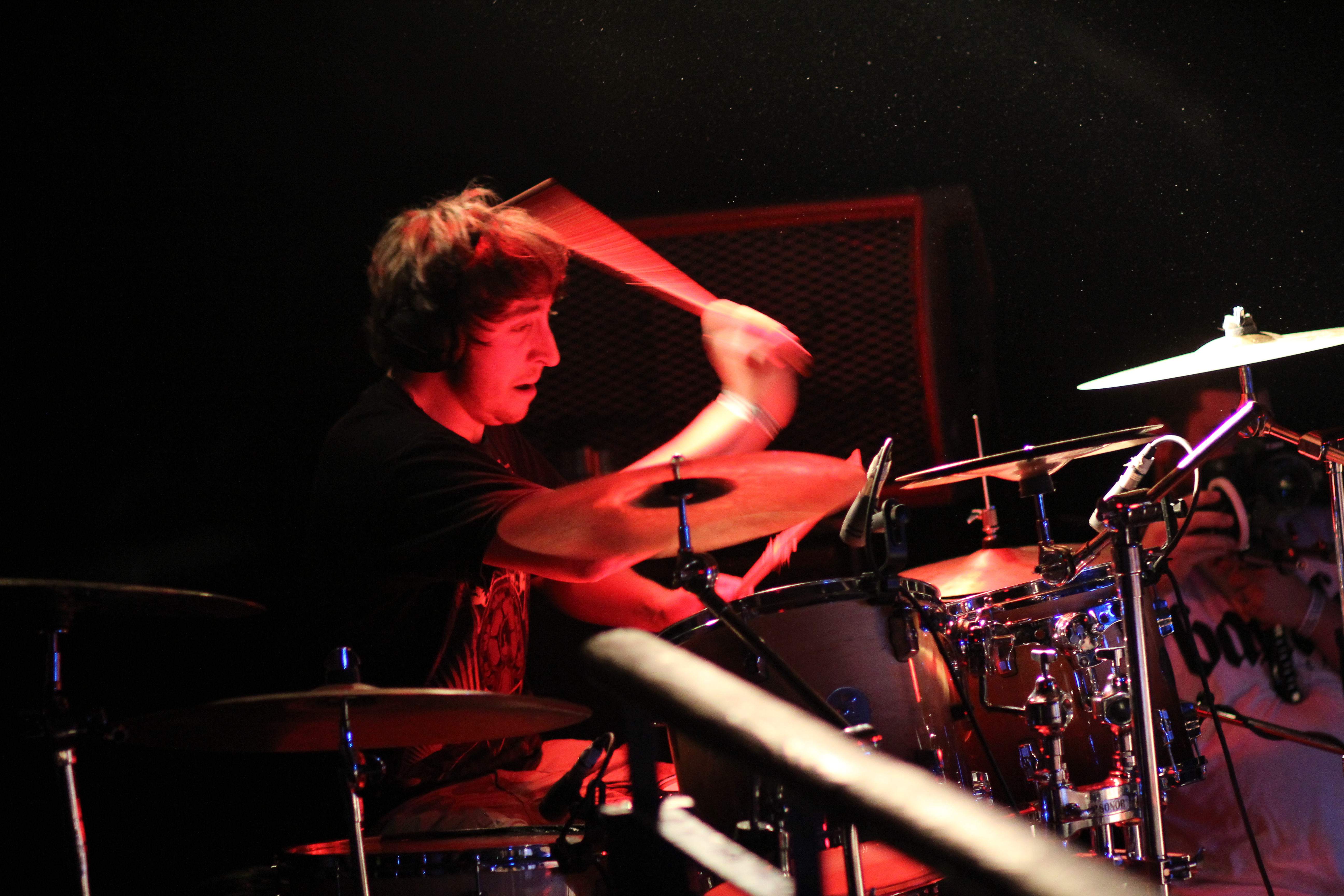
Mike Malyan live mit The Algorithm (2012)

### Alben
- 2012: Polymorphic Code
- 2014: Octopus4
- 2016: Brute Force
- 2018: Compiler Optimization Techniques
- 2022: Data Renaissance

### Singles
- 2012: Tr0jans
- 2014: synthezi3r
- 2014: Terminal
- 2015: Neotokyo
- 2016: Floating Point (Vaporwave Remix)
- 2016: Rootkit (Chiptune Remix)

### EPs
- 2010: Identity
- 2016: Brute Force: Overclock
- 2017: Brute Force: Code Source

### Demos
- 2009: The Doppler Effect
- 2010: CRITICAL.ERROR

### Kompilationen
- 2011: Method_

## Auszeichnungen und Nominierungen
| Jahr | Auszeichnung                                       | Ergebnis |
| ---- | -------------------------------------------------- | -------- |
| 2013 | Metal Hammer Golden Gods Awards – Best Underground | Gewonnen |